# Bonte wespbij
De bonte wespbij (Nomada bifasciata) is een vliesvleugelig insect uit de familie bijen en hommels (Apidae). De wetenschappelijke naam van de soort is voor het eerst geldig gepubliceerd in 1811 door Olivier.